# Calciatori della nazionale olimpica brasiliana
In questa lista sono raccolti i calciatori che hanno rappresentato in almeno una partita la Nazionale olimpica di calcio del Brasile.
I giocatori sono indicati ed elencati secondo il seguente ordine: Pseudonimo, Nome completo. Ad esempio: Abel Braga (pseudonimo), Abel Carlos da Silva Braga (Nome completo).

In caso di giocatori con lo stesso pseudonimo, si segue l'ordine alfabetico considerando il primo cognome.

## Elenco
| Nome                                                   | Presenze | Reti | Esordio | Ultima partita |
| ------------------------------------------------------ | -------- | ---- | ------- | -------------- |
| Abel Braga, Abel Carlos da Silva Braga                 | 3        | 0    | 1971    | 1972           |
| Adalberto, Adalberto Machado                           | 10       | 0    | 1983    | 1984           |
| Ademir, Ademir de Almeida Corrêa                       | 1        | 0    | 1971    | 1971           |
| Ademir, Ademir Roque Kaefer                            | 5        | 0    | 1988    | 1988           |
| Adésio, Adésio Alves Machado                           | 3        | 0    | 1952    | 1952           |
| Adevaldo, Adevaldo Virgílio Netto                      | 10       | 0    | 1963    | 1964           |
| Aírton Beleza, Aírton Batista dos Santos               | 4        | 11   | 1963    | 1963           |
| Aladim, Aladim Luciano                                 | 1        | 0    | 1964    | 1964           |
| Alberto, Alberto Raimundo Marques                      | 2        | 0    | 1975    | 1976           |
| Alex Sandro, Alex Sandro Lobo Silva                    | 3        | 0    | 2012    | 2012           |
| Alex Silva, Alex Sandro da Silva                       | 5        | 0    | 2008    | 2008           |
| Alexandre Pato, Alexander Rodrigues da Silva           | 13       | 3    | 2007    | 2012           |
| Almeida, José Almeida Filho                            | 6        | 0    | 1968    | 1968           |
| Aluísio, Aluísio Elias Paulino                         | 7        | 0    | 1971    | 1971           |
| Anderson, Anderson Luís de Abreu Oliveira              | 5        | 1    | 2008    | 2008           |
| André Luís, André Luís dos Santos Ferreira             | 5        | 0    | 1984    | 1984           |
| Anselmo, José Antônio Cardoso Anselmo Pereira          | 10       | 8    | 1979    | 1980           |
| Arlindo, Arlindo dos Santos Cruz                       | 4        | 0    | 1963    | 1963           |
| Aroni, Orestes Roberto Aroni                           | 4        | 0    | 1980    | 1980           |
| Ary Carlos, Ary Carlos Seixas                          | 5        | 0    | 1964    | 1964           |
| Batata, Francisco Gomes Fernandes                      | 1        | 1    | 1964    | 1964           |
| Batista, João Batista da Silva                         | 16       | 1    | 1975    | 1976           |
| Bebeto, José Roberto Gama de Oliveira                  | 23       | 10   | 1987    | 1996           |
| Beiruth, Élson Lazegi                                  | 6        | 1    | 1959    | 1959           |
| Bernardo, Bernardo Fernandes da Silva                  | 5        | 0    | 1987    | 1987           |
| Bianchi, Carlos Bianchi da Silva                       | 2        | 0    | 1975    | 1976           |
| Bolívar, Bolívar Modualdo Guedes                       | 1        | 0    | 1972    | 1972           |
| Brasinha, Carlos Roberto de Oliveira                   | 7        | 0    | 1979    | 1979           |
| Breno, Breno Vinícius Borges                           | 8        | 0    | 2008    | 2008           |
| Bruno, Bruno Siciliano Camozzato                       | 4        | 2    | 1960    | 1960           |
| Bruno Uvini, Bruno Uvini Bortolança                    | 1        | 0    | 2012    | 2012           |
| Caio Cambalhota, Luís Carlos da Silva Lemos            | 1        | 0    | 1968    | 1968           |
| Calu, Carlos Alberto dos Santos Couto                  | 7        | 0    | 1979    | 1979           |
| Caravetti, Ademar Francisco Caravetti                  | 4        | 0    | 1964    | 1964           |
| Cardoso, Joaquim Cardoso Neto                          | 1        | 0    | 1963    | 1963           |
| Careca, Hamílton de Souza                              | 19       | 1    | 1987    | 1988           |
| Carlinhos, Carlos Eduardo Duarte Ribeiro               | 3        | 0    | 1975    | 1975           |
| Carlinhos, Luís Carlos Nunes da Silva                  | 1        | 0    | 1964    | 1964           |
| Carlos Alberto, Carlos Alberto Martins Cavalheiro      | 15       | -26  | 1952    | 1960           |
| Carlos Alberto, Carlos Alberto Torres                  | 4        | 0    | 1963    | 1963           |
| Carlos Alberto Pintinho, Carlos Alberto Gomes          | 1        | 0    | 1972    | 1972           |
| Carlos Alberto Santos, Carlos Alberto Souza dos Santos | 2        | 0    | 1986    | 1986           |
| Casimiro, Casimiro de Abreu Cabral                     | 5        | 0    | 1964    | 1964           |
| Celso, Celso Ferreira                                  | 9        | 0    | 1971    | 1972           |
| Chicão, Francisco Carlos Martins Vidal                 | 7        | 0    | 1984    | 1984           |
| Chico Fraga, Francisco Fraga da Silva                  | 20       | 2    | 1975    | 1976           |
| China, José Ricardo da Silva                           | 10       | 6    | 1959    | 1960           |
| China, Ademir Ueta                                     | 9        | 3    | 1968    | 1968           |
| Chiquinho, Francisco Castro Gonçalves                  | 1        | 0    | 1960    | 1960           |
| Cláudio, Cláudio César de Aguiar Mauriz                | 6        | -8   | 1968    | 1968           |
| Cláudio Deodato, Cláudio Norberto Deodato              | 2        | 0    | 1968    | 1968           |
| Claudiomiro, Claudiomiro Estrais Ferreira              | 6        | 1    | 1971    | 1971           |
| Clayton, Clayton Couto Zanotti                         | 4        | 0    | 1971    | 1971           |
| Cleo, Cleo Inácio Hickmann                             | 9        | 1    | 1979    | 1979           |
| Cremílson, Cremílson da Penha                          | 5        | 0    | 1976    | 1976           |
| Cristóvão, Cristóvão Borges dos Santos                 | 9        | 2    | 1979    | 1980           |
| Da Silva, Carlos Alberto da Silva                      | 1        | 0    | 1960    | 1960           |
| Danilo, Danilo Luiz da Silva                           | 5        | 1    | 2012    | 2012           |
| Dary, Dary Batista de Oliveira                         | 6        | 0    | 1959    | 1960           |
| Davi, Davi Cortes da Silva                             | 10       | 0    | 1984    | 1984           |
| De Maria, João de Maria                                | 4        | 3    | 1975    | 1975           |
| Décio, Décio Ronodano Teixeira                         | 3        | 0    | 1960    | 1963           |
| Décio Esteves, Décio Esteves                           | 3        | 0    | 1959    | 1960           |
| Delei, Wanderley Alves de Oliveira                     | 8        | 0    | 1979    | 1984           |
| Dener, Dener Augusto de Souza                          | 9        | 0    | 1991    | 1992           |
| Denílson, Denílson Xavier de Azevedo                   | 3        | 0    | 1987    | 1987           |
| Diego, Diego Ribas da Cunha                            | 6        | 2    | 2008    | 2008           |
| Dimas, Dimas Filgueiras Filho                          | 3        | 0    | 1964    | 1964           |
| Dionísio, Carlos Dionísio de Brito                     | 3        | 1    | 1968    | 1968           |
| Dirceu, Dirceu Ferreira                                | 1        | 0    | 1963    | 1963           |
| Djalma Baía, Djalma José Baía                          | 7        | 2    | 1979    | 1979           |
| Douglas, William Douglas Humia Menezes                 | 9        | 1    | 1987    | 1987           |
| Dudu, Carlos Eduardo Alberigi                          | 3        | 0    | 1980    | 1980           |
| Dutra, José Dutra dos Santos                           | 9        | 0    | 1968    | 1968           |
| Edílson, Edílson Rodrigues Vieira                      | 8        | 1    | 1959    | 1959           |
| Edinho, Édison Geraldo Batista                         | 2        | 0    | 1964    | 1964           |
| Edinho, Edino Nazareth Filho                           | 22       | 1    | 1975    | 1976           |
| Édison, Édison Campos Martins                          | 3        | 0    | 1952    | 1952           |
| Edmar, Edmar Japiassu Maia                             | 4        | -7   | 1959    | 1959           |
| Edmar, Edmar Bernardes dos Santos                      | 6        | 2    | 1988    | 1988           |
| Édson Boaro, Édson Boaro                               | 22       | 3    | 1979    | 1984           |
| Édson Souza, Édson Souza                               | 3        | 0    | 1983    | 1983           |
| Edu Marangon, Carlos Eduardo Marangon                  | 12       | 0    | 1987    | 1987           |
| Edval, Edval Therezino da Costa                        | 5        | 0    | 1976    | 1976           |
| Elivélton, Elivelton Alves Rufino                      | 6        | 3    | 1991    | 1992           |
| Elizeu Elizeu Antônio Ferreira Vinagre Godoy           | 3        | 2    | 1964    | 1964           |
| Élton Élton Fensterseifer                              | 6        | 3    | 1960    | 1960           |
| Enéas, Enéas de Camargo                                | 4        | 1    | 1971    | 1971           |
| Enir, Enir Machado Dutra                               | 5        | 1    | 1956    | 1956           |
| Erivelto, Erivelto Martins                             | 20       | 11   | 1975    | 1976           |
| Eudes, Eudes Lacerda Medeiros                          | 12       | 3    | 1975    | 1976           |
| Evaldo, Evaldo Cruz                                    | 4        | 2    | 1964    | 1964           |
| Falcão, Paulo Roberto Falcão                           | 3        | 0    | 1972    | 1972           |
| Fefeu, Alfredo de Souza                                | 3        | 0    | 1964    | 1964           |
| Ferretti, Fernando Ferretti                            | 7        | 2    | 1968    | 1968           |
| Florisvaldo, Florisvaldo Pinto Júnior                  | 5        | -2   | 1964    | 1964           |
| Franz, Franz August Helfreich                          | 5        | -3   | 1964    | 1964           |
| Fred, Frederico Rodrigues Oliveira                     | 7        | 0    | 1971    | 1972           |
| Fumê, Marco Antônio Reis                               | 6        | 0    | 1979    | 1979           |
| Gabriel, Gabriel Vasconcelos Ferreira,                 | 4        | -4   | 2012    | 2012           |
| Galdino, José Galdino de Oliveira                      | 7        | 0    | 1971    | 1971           |
| Ganso, Paulo Henrique Chagas de Lima                   | 3        | 0    | 2012    | 2012           |
| Geraldão, Geraldo Dutra Pereira                        | 7        | 0    | 1987    | 1987           |
| Germano, José Germano de Sales                         | 8        | 5    | 1959    | 1959           |
| Gersinho, Gérson Luís Santana                          | 7        | 1    | 1984    | 1984           |
| Gérson, Gérson de Oliveira Nunes                       | 11       | 9    | 1959    | 1960           |
| Getúlio, Getúlio Pedro Cruz                            | 7        | -5   | 1968    | 1968           |
| Gilcimar, Gilcimar Wilson Francisco                    | 4        | 1    | 1979    | 1979           |
| Gilmar, Gilmar Luís Rinaldi                            | 6        | -6   | 1984    | 1984           |
| Gilmar Popoca, Augilmar Silva Oliveira                 | 10       | 4    | 1984    | 1986           |
| Guassi, Luís Guassi                                    | 1        | 0    | 1968    | 1968           |
| Guto, José Augusto Bragatini                           | 3        | 0    | 1983    | 1983           |
| Heitor, Heitor Camarim Júnior                          | 3        | -2   | 1983    | 1983           |
| Hélcio, Hélcio de Lima Scardanzan                      | 2        | 0    | 1986    | 1986           |
| Helinho, Hélio Ricardo Dias da Conceição               | 2        | 0    | 1983    | 1983           |
| Hélio Dias, Hélio Dias de Oliveira                     | 5        | -4   | 1963    | 1964           |
| Hélton, Hélton Rodrigues da Silva                      | 1        | 0    | 1964    | 1964           |
| Henrique, Henrique Arlindo Etges                       | 4        | 1    | 1986    | 1986           |
| Hernanes, Anderson Hernanes de Carvalho Viana Lima     | 7        | 1    | 2008    | 2008           |
| Hugo, Hugo José Duarte                                 | 3        | -1   | 1983    | 1983           |
| Hulk, Givanildo Vieira de Souza                        | 7        | 1    | 2012    | 2012           |
| Humberto André, Humberto André Redes Filho             | 2        | 0    | 1964    | 1964           |
| Humberto Tozzi, Humberto Barbosa Tozzi                 | 3        | 2    | 1952    | 1952           |
| Ilsinho, Ilson Pereira Dias Júnior                     | 4        | 0    | 2008    | 2008           |
| Íris, Íris Pereira de Souza                            | 9        | 0    | 1963    | 1964           |
| Ivo Soares, Ivo Ribeiro Soares                         | 11       | 2    | 1964    | 1964           |
| Jaburu, Henrique Souza Mattos                          | 2        | 2    | 1960    | 1960           |
| Jacenir, Jacenir Silva                                 | 1        | 0    | 1984    | 1984           |
| Jackson, Jackson Liberato Ramos                        | 1        | 0    | 1979    | 1979           |
| Jair, Jair da Silva Santos                             | 3        | 1    | 1964    | 1964           |
| Jairzinho, Jair Ventura Filho                          | 4        | 2    | 1963    | 1963           |
| Jansen, Jansen José Moreira                            | 3        | 1    | 1952    | 1952           |
| Jarbas, Jarbas Romazolli Nunes                         | 9        | 2    | 1976    | 1976           |
| Jérson, Jérson Garcia da Conceição                     | 16       | 3    | 1979    | 1980           |
| Jô, João Alves de Assis Silva                          | 7        | 3    | 2008    | 2008           |
| João Alfredo, João Alfredo Soares da Silva             | 6        | 0    | 1976    | 1976           |
| João Luiz, João Luiz dos Santos                        | 13       | 2    | 1979    | 1980           |
| Joãozinho, João Jerônimo de Moura                      | 2        | 0    | 1986    | 1986           |
| Jobel, Jobel Fortunato                                 | 1        | 0    | 1960    | 1960           |
| Jorge, Jorge Alves da Silva                            | 8        | 0    | 1968    | 1968           |
| José Maria Silva, José Maria da Silva                  | 5        | 10   | 1959    | 1959           |
| Juan, Juan Guilherme Nunes Jesus                       | 7        | 0    | 2012    | 2012           |
| Julinho, Júlio César da Silva Gurjol                   | 7        | 1    | 1976    | 1976           |
| Kita, João Leithardt Neto                              | 4        | 1    | 1984    | 1984           |
| Larry, Larry Pinto de Faria                            | 3        | 4    | 1952    | 1952           |
| Lauro, Lauro de Melo                                   | 4        | 2    | 1968    | 1968           |
| Leandro Damião, Leandro Damião da Silva dos Santos     | 6        | 6    | 2012    | 2012           |
| Leiz, Leiz Antônio Mendes da Cunha                     | 8        | 1    | 1984    | 1984           |
| Lela, Reinaldo Felisbino                               | 2        | 0    | 1980    | 1980           |
| Lucas, Lucas Rodrigues Moura da Silva                  | 5        | 0    | 2012    | 2012           |
| Lucas Leiva, Lucas Pezzini Leiva                       | 5        | 0    | 2008    | 2008           |
| Luís Carlos, Luís Carlos de Aquino Guirra              | 3        | 0    | 1987    | 1987           |
| Luís Cláudio, Luís Cláudio Cosme da Silva              | 5        | 0    | 1979    | 1979           |
| Luís Henrique, Luís Henrique Dias                      | 18       | -19  | 1979    | 1980           |
| Luiz Alberto, Luiz Alberto Pirolla                     | 3        | 4    | 1975    | 1975           |
| Luiz Carlos, Luiz Carlos Cunha                         | 5        | 5    | 1964    | 1964           |
| Luiz Fernando, Luiz Fernando Trieweiler                | 6        | 1    | 1976    | 1976           |
| Luvanor, Luvanor Donizete Borges                       | 7        | 0    | 1979    | 1979           |
| Macarrão, José Manuel Augusto                          | 3        | 0    | 1960    | 1960           |
| Manoel, Manoel da Silva Costa                          | 3        | 0    | 1972    | 1972           |
| Manoel Maria, Manoel Maria Evangelista dos Santos      | 7        | 2    | 1968    | 1968           |
| Manoelzinho, Manoel José Dias                          | 2        | 2    | 1959    | 1959           |
| Maranhão, José de Ribamar Celestino                    | 13       | 3    | 1959    | 1960           |
| Marcão, Marco Antônio de Almeida Ferreira              | 1        | 0    | 1986    | 1986           |
| Marcelo, Marcelo de Oliveira Santos                    | 6        | 2    | 1975    | 1975           |
| Marcelo, Marcelo Vieira da Silva Júnior                | 13       | 1    | 2008    | 2012           |
| Márcio Fernandes, Márcio Fernandes                     | 8        | 0    | 1984    | 1984           |
| Marcus Vinícius, Marcus Vinícius do Nascimento         | 9        | 2    | 1983    | 1984           |
| Marinho, Mário José dos Reis Emiliano                  | 7        | 0    | 1976    | 1976           |
| Mário, Mário Marques Coelho                            | 7        | 0    | 1984    | 1984           |
| Marlon, Marlon Roniel Brandão                          | 4        | 0    | 1986    | 1986           |
| Marquinhos, Marco Aurélio Moreira                      | 7        | 1    | 1983    | 1983           |
| Mattar, Antônio Mattar Neto                            | 3        | 0    | 1964    | 1964           |
| Maurício, Maurício de Oliveira Anastácio               | 1        | 0    | 1987    | 1987           |
| Mauro, Mauro Campos Júnior                             | 14       | 0    | 1975    | 1976           |
| Mauro Galvão, Mauro Gerardo Galvão                     | 12       | 0    | 1980    | 1984           |
| Mauro Pastor, Mauro Rodrigues dos Santos               | 3        | 0    | 1980    | 1980           |
| Mauro Rodrigues, Mauro Torres Homem Rodrigues          | 3        | 0    | 1952    | 1952           |
| Mendonça, Milton da Cunha Mendonça                     | 1        | 0    | 1976    | 1976           |
| Menotti, Menotti de Tomaso Sobrinho                    | 1        | 0    | 1963    | 1963           |
| Mica, Dalmir Estigarribia                              | 7        | 2    | 1979    | 1980           |
| Miguel, Miguel Ferreira de Almeida                     | 9        | 0    | 1968    | 1968           |
| Milton, Milton Pessanha                                | 3        | 0    | 1952    | 1952           |
| Milton, Milton Luiz de Souza Filho                     | 5        | 0    | 1987    | 1988           |
| Milton Cruz, Milton da Cruz                            | 3        | 0    | 1984    | 1984           |
| Moreno, Paulo Roberto Alves de Oliveira                | 8        | 0    | 1984    | 1984           |
| Moreno, Daniel Euclides Moreira                        | 6        | 1    | 1968    | 1968           |
| Mura, Maurício Pereira Barros                          | 14       | 0    | 1959    | 1964           |
| Neílson, Neílson Braga Safo                            | 5        | 1    | 1979    | 1979           |
| Nélio, Nélio dos Santos Pereira                        | 4        | 2    | 1964    | 1964           |
| Nélson, Nélson Purchio                                 | 4        | 0    | 1959    | 1959           |
| Nené, Claudio Olinto de Carvalho                       | 4        | 1    | 1963    | 1963           |
| Neto, Norberto Murara Neto                             | 2        | -3   | 2012    | 2012           |
| Neymar, Neymar da Silva Santos Júnior                  | 7        | 4    | 2012    | 2012           |
| Nézio, Manoel Jacinto Filho                            | 5        | 1    | 1964    | 1964           |
| Nielsen, Nielsen Elias                                 | 10       | -9   | 1971    | 1972           |
| Nílson Dias, Nílson Dias                               | 6        | 3    | 1971    | 1971           |
| Nílton Batata, Nílton Pinheiro da Silva                | 4        | 3    | 1979    | 1979           |
| Nonô, Claudionor Franco                                | 12       | 0    | 1959    | 1960           |
| Oscar, Oscar dos Santos Emboaba Júnior                 | 7        | 1    | 2012    | 2012           |
| Osmar, Jorge Osmar Guarnelli                           | 2        | 0    | 1972    | 1972           |
| Osvaldo, Osvaldo Dantas                                | 1        | 0    | 1979    | 1979           |
| Othon, Othon Valentim Filho                            | 7        | 5    | 1963    | 1964           |
| Paulinho, Paulo Roberto Ferreira Primo                 | 6        | 0    | 1983    | 1983           |
| Paulo Ferreira, Paulo Ferreira de Camargo Filho        | 3        | 0    | 1960    | 1960           |
| Paulo Santos, Paulo Santos                             | 1        | 0    | 1984    | 1984           |
| Pedrinho, Pedro Simeão                                 | 2        | 1    | 1972    | 1972           |
| Picole, José Marival Ricardo                           | 2        | 0    | 1976    | 1976           |
| Pinga, Jorge Luiz da Silva Brum                        | 12       | 0    | 1984    | 1987           |
| Pita, Eduardo Oliveira Chaves                          | 5        | 0    | 1987    | 1987           |
| Pitta, Olivio Pires Pitta                              | 4        | 1    | 1975    | 1975           |
| Plinio, José Plinio de Godoy                           | 3        | 0    | 1968    | 1968           |
| Polaco, João Carlos Dornelles Falcão                   | 3        | 0    | 1986    | 1986           |
| Rafael, Rafael Camarotta                               | 4        | -2   | 1986    | 1986           |
| Rafael, Rafael Pereira da Silva                        | 7        | 1    | 2012    | 2012           |
| Rafael Sóbis, Rafael Augusto Sóbis                     | 6        | 2    | 2008    | 2008           |
| Rafinha, Márcio Rafael Ferreira de Souza               | 8        | 0    | 2008    | 2008           |
| Ramires, Ramires Santos do Nascimento                  | 8        | 0    | 2008    | 2008           |
| Raul Marcel, Raul Marcel Barreto                       | 4        | -4   | 1968    | 1968           |
| Régis, Reginaldo Paes Leme Ferreira                    | 1        | -2   | 1987    | 1987           |
| Rémerson, Rémerson dos Santos                          | 7        | 0    | 1991    | 1992           |
| Renan, Renan Brito Soares                              | 6        | -3   | 2008    | 2008           |
| Renato Isidoro, Renato Isidoro                         | 5        | 0    | 1964    | 1964           |
| Renê, Renê Carmo Kreuz Weber                           | 10       | 1    | 1984    | 1986           |
| Riva, Rivadávia Alves Pereira                          | 5        | 0    | 1963    | 1964           |
| Roberto Carlos, Roberto Carlos Lourenço da Silva       | 7        | 1    | 1971    | 1971           |
| Roberto Dias, Roberto Dias Branco                      | 5        | 2    | 1960    | 1960           |
| Roberto Rodrigues, Roberto Rodrigues dos Passos        | 6        | 2    | 1959    | 1959           |
| Rodarte, Nílton Rodarte                                | 1        | 0    | 1960    | 1960           |
| Rodrigo, Rodrigo Dias Carneiro                         | 5        | 0    | 1991    | 1992           |
| Roger, Roger José de Noronha                           | 9        | -10  | 1991    | 1992           |
| Rogério, Rogério Paes de Farias Corrêa                 | 2        | 0    | 1979    | 1979           |
| Romário, Romário de Souza Faria                        | 7        | 8    | 1988    | 1988           |
| Rômulo, Rômulo Borges Monteiro                         | 3        | 0    | 2012    | 2012           |
| Ronaldinho, Ronaldo de Assis Moreira                   | 27       | 18   | 1999    | 2008           |
| Rosemiro, Rosemiro Correia de Souza                    | 21       | 2    | 1975    | 1976           |
| Rubem, Rubem Luiz Centeno de Souza                     | 6        | 1    | 1979    | 1979           |
| Rubens, Rubens Caetano                                 | 10       | 0    | 1959    | 1960           |
| Rubens Galaxe, Rubens Márcio Cordeiro Galaxe           | 8        | 0    | 1971    | 1972           |
| Sá, João Baptista Pereira de Sá                        | 3        | 0    | 1968    | 1968           |
| Sandro, Sandro Raniere Guimarães Cordeiro              | 7        | 2    | 2012    | 2012           |
| Santos, João José dos Santos                           | 20       | 5    | 1975    | 1976           |
| Sérgio Araújo, Sérgio Araújo de Mello                  | 9        | 1    | 1987    | 1987           |
| Sidmar, Sidmar Antônio Martins                         | 1        | -1   | 1984    | 1984           |
| Silva, Luiz Carlos da Silva Matos                      | 10       | 5    | 1979    | 1980           |
| Silvinho, Sílvio Paiva                                 | 11       | 2    | 1979    | 1984           |
| Sílvio, Sílvio César Ferreira da Costa                 | 6        | 1    | 1991    | 1992           |
| Solito, Cláudio Roberto Solito                         | 1        | 0    | 1979    | 1979           |
| Souza, Gecildo Souza da Penha                          | 4        | 1    | 1979    | 1979           |
| Taffarel, Cláudio André Mergen Taffarel                | 11       | -6   | 1987    | 1988           |
| Tecão, Roberto Franqueira                              | 22       | 0    | 1975    | 1976           |
| Terezo, Antônio Carlos da Silva Tereza                 | 3        | 0    | 1972    | 1972           |
| Thiago Neves, Thiago Neves Augusto                     | 5        | 2    | 2008    | 2008           |
| Thiago Silva, Thiago Emiliano da Silva                 | 11       | 0    | 2008    | 2012           |
| Tião, Sebastião Carlos Silva                           | 9        | 0    | 1968    | 1968           |
| Tiquinho, Onofre Aluísio Batista                       | 4        | 1    | 1975    | 1976           |
| Tito, Nílton Rosa                                      | 2        | 0    | 1964    | 1964           |
| Tonho, Antônio José Gil                                | 6        | 0    | 1984    | 1984           |
| Toninho, Antônio Pedro de Jesus                        | 7        | 0    | 1968    | 1968           |
| Uriel, Uriel Galdino da Veiga Fontoura                 | 5        | 1    | 1964    | 1964           |
| Valdez, Valdez Quirino Lemos                           | 7        | 0    | 1964    | 1964           |
| Valdo, Valdo Cândido de Oliveira Filho                 | 13       | 1    | 1987    | 1987           |
| Valdoir, Valdoir Marques de Souza                      | 13       | 0    | 1979    | 1980           |
| Valtencir, Valtencir Pereira Senna                     | 1        | 1    | 1968    | 1968           |
| Válter, Válter da Silva Lessa                          | 2        | 0    | 1964    | 1964           |
| Vavá, Edvaldo Izídio Neto                              | 2        | 1    | 1952    | 1952           |
| Vítor, Vítor Luís Pereira da Silva                     | 16       | 5    | 1979    | 1984           |
| Wagner, Roberto Wagner Chinoca                         | 8        | 0    | 1971    | 1972           |
| Wagner Basílio, Wagner Basílio                         | 9        | 1    | 1979    | 1980           |
| Waldir, Waldir Vicente                                 | 7        | 1    | 1960    | 1960           |
| Waldir, Valdir Villas Boas                             | 3        | 0    | 1952    | 1952           |
| Wallace, Wallace Luís do Carmo                         | 3        | 3    | 1986    | 1986           |
| Waltinho, Valter Moraes                                | 3        | 0    | 1964    | 1964           |
| Washington, Washington Luiz de Paula                   | 3        | 0    | 1972    | 1972           |
| Washington, Washington César Santos                    | 4        | 2    | 1987    | 1987           |
| Zanata, Roberto Silva Pinheiro                         | 1        | 0    | 1987    | 1987           |
| Zandonaide, Pedro Zandonaide Filho                     | 2        | 0    | 1976    | 1976           |
| Zé Carlos, José Carlos Pessanha                        | 2        | 0    | 1976    | 1976           |
| Zé Carlos, José Carlos dos Santos                      | 2        | 1    | 1972    | 1972           |
| Zé Luiz, José Luiz Pereira                             | 8        | 0    | 1964    | 1964           |
| Zé Roberto, José Roberto Marques                       | 6        | 6    | 1964    | 1964           |
| Zelão, Wanderson Luiz de Oliveira                      | 2        | 0    | 1991    | 1992           |
| Zezé Gomes, José Raimundo Gomes de Oliveira            | 7        | 0    | 1979    | 1979           |
| Zezinho Barros, José de Oliveira Barros                | 4        | 0    | 1964    | 1964           |
| Zico, Arthur Antunes Coimbra                           | 6        | 1    | 1971    | 1971           |
| Zózimo, Zózimo Alves Calazães                          | 3        | 1    | 1952    | 1952           |